# Modelo Cartan
Em matemática, o modelo de Cartan é uma álgebra graduada diferencial que calcula a cohomologia equivariante de um espaço. Por definição, o modelo Cartan consiste de formas equivariantes α(ξ) com dependência polinomial do parâmetro equivariante ξ.